# Арсеньевка (Хомутовский район)
Арсеньевка — деревня в Хомутовском районе Курской области России. Входит в состав Гламаздинского сельсовета.

## География
Деревня находится в западной части Курской области, в лесостепной зоне, в пределах Среднерусской возвышенности, к югу от автодороги 38К-003, на расстоянии приблизительно 11 километров (по прямой) к юго-востоку от Хомутовки, административного центра района. Абсолютная высота — 198 метров над уровнем моря.
Климат
Климат характеризуется как умеренно континентальный. Среднегодовая температура — +5,2 °C. Средняя температура воздуха самого холодного месяца (января) составляет −9,3 °C (абсолютный минимум — −37 °С); самого тёплого месяца (июля) — +18,8 °C (абсолютный максимум — +41 °С). Годовое количество атмосферных осадков — 620 мм, из которых более 60 % приходится на тёплый период года. Снежный покров держится в течение 130—145 дней.
Часовой пояс
Деревня Арсеньевка, как и вся Курская область, находится в часовой зоне МСК (московское время). Смещение применяемого времени относительно UTC составляет +3:00.

## Население
| 2002 | 2010 |
| ---- | ---- |
| 0    | →0   |